# Липпе (река)
Липпе (нем. Lippe) — река в Германии, правый приток Рейна. Длина — 220 км. Площадь водосборного бассейна — 4888,7 км².
Высота истока — 134 м над уровнем моря. Истоки на юго-западных склонах Тевтобургского Леса, протекает по холмистой равнине. Высота устья — 20 м над уровнем моря.
Основной приток — река Штевер. Ниже города Хамм параллельно Липпе проходит судоходный канал (длина 107 км) — важный транспортный путь северной части Рурского бассейна. Липпе соединена каналами с реками Эмс и Рур. На Липпе расположены города Липпштадт, Хамм, Люнен, Дорстен; в устье Липпе — город Везель.